# Creglingen
Creglingen is een plaats in de Duitse deelstaat Baden-Württemberg, en maakt deel uit van het Main-Tauber-Kreis.
Creglingen telt 4.631 inwoners. Het stadje ligt in de vallei van de Tauber en is een etappe van de Romantische Straße.

## Bezienswaardigheden
- in de Herrgottskirche, een kerk die even buiten het centrum ligt, bevindt zich het Maria-altaar van Tilman Riemenschneider dat gewijd is aan de maagd Maria en dateert uit 1505–1508. Dit lindenhouten retabel is een van zijn belangrijkste werken. Het centrale paneel stelt de hemelvaart van Maria voor. Het geheel is ruim 9 meter hoog en 3,7 meter breed en het staat opgesteld in het midden van het schip. Het hoofdaltaar en de twee zijaltaren dateren allen uit de 15e eeuw.
- de oude apotheek op het marktplein is een vakwerkhuis met hoektoren.

## Musea
- het Fingerhutmuseum aan de overkant van de Herrgottskirche.
- het Jüdisches Museum

Ahorn ·
Assamstadt ·
Bad Mergentheim ·
Boxberg ·
Creglingen ·
Freudenberg ·
Großrinderfeld ·
Grünsfeld ·
Igersheim ·
Königheim ·
Külsheim ·
Lauda-Königshofen ·
Niederstetten ·
Tauberbischofsheim ·
Weikersheim ·
Werbach ·
Wertheim ·
Wittighausen